# William Manson (homme politique)
Pour les articles homonymes, voir William Manson.
William Manson  (4 juillet 1867-24 juillet 1953) est un homme politique canadien de la Colombie-Britannique. Il est député provincial de la conservateur de la circonscription britanno-colombienne de Alberni d'une élection partielle en 1906 à 1907 et de Skeena de 1909 à 1915.

## Biographie
Né dans les Îles Shetland en Écosse, Manson étudie sur place avant de s'établir en Colombie-Britannique en 1887. Il ouvre ensuite un magasin général à Comox. Il comme conseiller scolaire et conseiller municipal de Nanaimo avant de servir comme maire de 1901 à 1904.
Manson arrive en politique provinciale à la suite de la démission de W. W. B. McInnes pour devenir commissaire du Yukon. Il est ministre de 1906 à 1907 en tant que secrétaire provincial et ministre de l'Éducation.
Il meurt en juillet 1953 à l'âge de 86 ans.